# Lista câștigătorilor French Open (dublu feminin)

## Campioni

### Campionatele franceze
| An   | Campioane                                           | Finaliste                                          | Scor                                               |
| ---- | --------------------------------------------------- | -------------------------------------------------- | -------------------------------------------------- |
| 1907 | Adine Masson Yvonne de Pfeffel                      |                                                    |                                                    |
| 1908 | Kate Fenwick Cecile Matthey                         |                                                    |                                                    |
| 1909 | Jeanne Matthey Daisy Speranza                       |                                                    |                                                    |
| 1910 | Jeanne Matthey Daisy Speranza                       |                                                    |                                                    |
| 1911 | Jeanne Matthey Daisy Speranza                       |                                                    |                                                    |
| 1912 | Jeanne Matthey Daisy Speranza                       |                                                    |                                                    |
| 1913 | Blanche Amblard Suzanne Amblard                     |                                                    |                                                    |
| 1914 | Blanche Amblard Suzanne Amblard                     | Germaine Golding Suzanne Lenglen                   | 6–4, 8–6                                           |
| 1915 | Anulat din cauza Primului Război Mondial            | Anulat din cauza Primului Război Mondial           | Anulat din cauza Primului Război Mondial           |
| 1916 | Anulat din cauza Primului Război Mondial            | Anulat din cauza Primului Război Mondial           | Anulat din cauza Primului Război Mondial           |
| 1917 | Anulat din cauza Primului Război Mondial            | Anulat din cauza Primului Război Mondial           | Anulat din cauza Primului Război Mondial           |
| 1918 | Anulat din cauza Primului Război Mondial            | Anulat din cauza Primului Război Mondial           | Anulat din cauza Primului Război Mondial           |
| 1919 | Anulat din cauza Primului Război Mondial            | Anulat din cauza Primului Război Mondial           | Anulat din cauza Primului Război Mondial           |
| 1920 | Élisabeth d'Ayen Suzanne Lenglen                    | Germaine Golding Jeanne Vaussard                   | 6–1, 6–1                                           |
| 1921 | Suzanne Lenglen Geramine Pigueron                   | Marguerite Billout Suzanne Devé                    | 6–2, 6–1                                           |
| 1922 | Suzanne Lenglen Geramine Pigueron                   | Marie Conquet Marie Danet                          | 6–3, 6–1                                           |
| 1923 | Suzanne Lenglen Didi Vlasto                         | Helene Contostavlos Speranza Wyns                  | 6–1, 6–0                                           |
| 1924 | Marguerite Billout Yvonne Bourgeois                 | Germaine Golding Jeanne Vaussard                   | 6–3, 6–3                                           |
| 1925 | Suzanne Lenglen Didi Vlasto                         | Evelyn Colyer Kitty McKane Godfree                 | 6–1, 9–11, 6–2                                     |
| 1926 | Suzanne Lenglen Didi Vlasto                         | Evelyn Colyer Kitty McKane Godfree                 | 6–1, 6–1                                           |
| 1927 | Irene Bowder Peacock Bobbie Heine                   | Peggy Saunders Phoebe Holcroft Watson              | 6–2, 6–1                                           |
| 1928 | Phoebe Holcroft Watson Eileen Bennett Whittingstall | Suzanne Devé Sylvia Lafaurie                       | 6–0, 6–2                                           |
| 1929 | Lilí de Álvarez Kea Bouman                          | Bobbie Heine Alida Neave                           | 7–5, 6–3                                           |
| 1930 | Helen Wills Moody Elizabeth Ryan                    | Simone Barbier Simonne Mathieu                     | 6–3, 6–1                                           |
| 1931 | Eileen Bennett Whittingstall Betty Nuthall          | Cilly Aussem Elizabeth Ryan                        | 9–7, 6–2                                           |
| 1932 | Helen Wills Moody Elizabeth Ryan                    | Betty Nuthall Eileen Bennett Whittingstall         | 6–1, 6–3                                           |
| 1933 | Simonne Mathieu Elizabeth Ryan                      | Sylvie Jung Henrotin Colette Rosambert             | 6–1, 6–3                                           |
| 1934 | Simonne Mathieu Elizabeth Ryan                      | Helen Jacobs Sarah Palfrey                         | 3–6, 6–4, 6–2                                      |
| 1935 | Margaret Scriven-Vivian Kay Stammers                | Ida Adamoff Hilde Krahwinkel Sperling              | 6–4, 6–0                                           |
| 1936 | Simonne Mathieu Billie Yorke                        | Susan Noel Jadwiga Jędrzejowska                    | 2–6, 6–4, 6–4                                      |
| 1937 | Simonne Mathieu Billie Yorke                        | Dorothy Andrus Sylvie Jung Henrotin                | 3–6, 6–2, 6–2                                      |
| 1938 | Simonne Mathieu Billie Yorke                        | Arlette Halff Nelly Landry                         | 6–3, 6–3                                           |
| 1939 | Simonne Mathieu Jadwiga Jędrzejowska                | Alice Florian Hella Kovac                          | 7–5, 7–5                                           |
| 1940 | Anulat din cauza celui de-Al Doilea Război Mondial  | Anulat din cauza celui de-Al Doilea Război Mondial | Anulat din cauza celui de-Al Doilea Război Mondial |
| 1941 | Cosette St. Omer Roy Alice Weiwers                  | Aimee Charpenal Jacqueline Vivers                  | 6–3, 6–4                                           |
| 1942 | Cosette St. Omer Roy Alice Weiwers                  | Yvonne Kleindel Paulette Melleno                   | 6–3, 2–6, 6–2                                      |
| 1943 | Cosette St. Omer Roy Alice Weiwers                  | Genevieve Grosbois Claude Manescu                  | 3–6, 9–7, 7–5                                      |
| 1944 | Genevieve Grosbois Claude Manescu                   |                                                    |                                                    |
| 1945 | Paulette Fritz Simone Iribarne Lafargue             | Simonne Mathieu Myrtil Brunnarius                  | 6–3, 6–1                                           |
| 1946 | Louise Brough Margaret Osborne duPont               | Pauline Betz Doris Hart                            | 6–4 0–6 6–1                                        |
| 1947 | Louise Brough Margaret Osborne duPont               | Doris Hart Patricia Canning Todd                   | 7–5 6–2                                            |
| 1948 | Doris Hart Patricia Canning Todd                    | Shirley Fry Mary Arnold Prentiss                   | 6–4, 6–2                                           |
| 1949 | Margaret Osborne duPont Louise Brough               | Joy Gannon Betty Hilton                            | 7–5, 6–1                                           |
| 1950 | Doris Hart Shirley Fry                              | Louise Brough Margaret Osborne duPont              | 1–6, 7–5, 6–2                                      |
| 1951 | Doris Hart Shirley Fry                              | Beryl Bartlett Barbara Scofield                    | 10–8, 6–3                                          |
| 1952 | Doris Hart Shirley Fry                              | Hazel Redick-Smith Julia Wipplinger                | 7–5, 6–1                                           |
| 1953 | Doris Hart Shirley Fry                              | Maureen Connolly Julia Sampson                     | 6–4, 6–3                                           |
| 1954 | Maureen Connolly Nell Hall Hopman                   | Maud Galtier Suzanne Schmitt                       | 7–5, 4–6, 6–0                                      |
| 1955 | Beverly Baker Fleitz Darlene Hard                   | Shirley Bloomer Pat Ward Hales                     | 7–5, 6–8, 13–11                                    |
| 1956 | Angela Buxton Althea Gibson                         | Darlene Hard Dorothy Head Knode                    | 6–8, 8–6, 6–1                                      |
| 1957 | Shirley Bloomer Darlene Hard                        | Yola Ramírez Rosie Reyes                           | 7–5, 4–6, 7–5                                      |
| 1958 | Rosie Reyes Yola Ramírez                            | Mary Hawton Thelma Coyne Long                      | 6–4, 7–5                                           |
| 1959 | Sandra Reynolds Renée Schuurman                     | Yola Ramírez Rosie Reyes                           | 2–6, 6–0, 6–1                                      |
| 1960 | Maria Bueno Darlene Hard                            | Pat Ward Hales Ann Haydon-Jones                    | 6–2, 7–5                                           |
| 1961 | Sandra Reynolds Renée Schuurman                     | Maria Bueno Darlene Hard                           | walkover                                           |
| 1962 | Sandra Reynolds Renée Schuurman                     | Justina Bricka Margaret Smith                      | 6–4, 6–4                                           |
| 1963 | Ann Haydon-Jones Renée Schuurman                    | Robyn Ebbern Margaret Smith                        | 7–5, 6–4                                           |
| 1964 | Margaret Smith Lesley Turner                        | Norma Baylon Helga Schultze                        | 6–3, 6–1                                           |
| 1965 | Margaret Smith Lesley Turner                        | Françoise Dürr Janine Lieffrig                     | 6–3, 6–1                                           |
| 1966 | Margaret Smith Judy Tegart                          | Jill Blackman Fay Toyne                            | 4–6, 6–1, 6–1                                      |
| 1967 | Françoise Dürr Gail Chanfreau                       | Annette Van Zyl Pat Walkden                        | 6–2, 6–2                                           |

### French Open
| An   | Campioane                                      | Finaliste                                 | Scor               |
| ---- | ---------------------------------------------- | ----------------------------------------- | ------------------ |
| 1968 | Françoise Dürr Ann Haydon-Jones                | Rosemary Casals Billie Jean King          | 7–5, 4–6, 6–4      |
| 1969 | Françoise Dürr Ann Haydon-Jones                | Nancy Richey Margaret Court               | 6–0, 4–6, 7–5      |
| 1970 | Gail Chanfreau Françoise Dürr                  | Rosemary Casals Billie Jean King          | 6–1, 3–6, 6–3      |
| 1971 | Gail Chanfreau Françoise Dürr                  | Helen Gourlay Kerry Harris                | 6–4, 6–1           |
| 1972 | Billie Jean King Betty Stöve                   | Winnie Shaw Nell Truman                   | 6–1, 6–2           |
| 1973 | Margaret Court Virginia Wade                   | Françoise Dürr Betty Stöve                | 6–2, 6–3           |
| 1974 | Chris Evert Olga Morozova                      | Gail Chanfreau Katja Ebbinghaus           | 6–4, 2–6, 6–1      |
| 1975 | Chris Evert Martina Navratilova                | Julie Anthony Olga Morozova               | 6–3, 6–2           |
| 1976 | Fiorella Bonicelli Gail Chanfreau              | Kathleen Harter Helga Niessen Masthoff    | 6–4, 1–6, 6–3      |
| 1977 | Regina Maršíková Pam Teeguarden                | Rayni Fox Helen Gourlay                   | 5–7, 6–4, 6–2      |
| 1978 | Mima Jaušovec Virginia Ruzici                  | Lesley Turner Gail Chanfreau              | 5–7, 6–4, 8–6      |
| 1979 | Betty Stöve Wendy Turnbull                     | Françoise Dürr Virginia Wade              | 3–6, 7–5, 6–4      |
| 1980 | Kathy Jordan Anne Smith                        | Ivanna Madruga Adriana Villagrán          | 6–1, 6–0           |
| 1981 | Rosalyn Fairbank Nideffer Tanya Harford        | Candy Reynolds Paula Smith                | 6–1, 6–3           |
| 1982 | Martina Navratilova Anne Smith                 | Rosemary Casals Wendy Turnbull            | 6–3, 6–4           |
| 1983 | Rosalyn Fairbank Nideffer Candy Reynolds       | Kathy Jordan Anne Smith                   | 5–7, 7–5, 6–2      |
| 1984 | Martina Navratilova Pam Shriver                | Claudia Kohde-Kilsch Hana Mandlíková      | 5–7, 6–3, 6–2      |
| 1985 | Martina Navratilova Pam Shriver                | Claudia Kohde-Kilsch Helena Suková        | 4–6, 6–2, 6–2      |
| 1986 | Martina Navratilova Andrea Temesvári           | Steffi Graf Gabriela Sabatini             | 6–1, 6–2           |
| 1987 | Martina Navratilova Pam Shriver                | Steffi Graf Gabriela Sabatini             | 6–2, 6–1           |
| 1988 | Martina Navratilova Pam Shriver                | Claudia Kohde-Kilsch Helena Suková        | 6–2, 7–5           |
| 1989 | Larisa Savchenko Neiland Natalia Zvereva       | Steffi Graf Gabriela Sabatini             | 6–4, 6–4           |
| 1990 | Jana Novotná Helena Suková                     | Larisa Savchenko Neiland Natalia Zvereva  | 6–4, 7–5           |
| 1991 | Gigi Fernández Jana Novotná                    | Larisa Savchenko Neiland Natalia Zvereva  | 6–4, 6–0           |
| 1992 | Gigi Fernández Natalia Zvereva                 | Conchita Martínez Arantxa Sánchez Vicario | 6–3, 6–2           |
| 1993 | Gigi Fernández Natalia Zvereva                 | Larisa Savchenko Neiland Jana Novotná     | 6–3, 7–5           |
| 1994 | Gigi Fernández Natalia Zvereva                 | Lindsay Davenport Lisa Raymond            | 6–2, 6–2           |
| 1995 | Gigi Fernández Natalia Zvereva                 | Jana Novotná Arantxa Sánchez Vicario      | 6–7(6–8), 6–4, 7–5 |
| 1996 | Lindsay Davenport Mary Joe Fernández           | Gigi Fernández Natalia Zvereva            | 6–2, 6–1           |
| 1997 | Gigi Fernández Natalia Zvereva                 | Mary Joe Fernández Lisa Raymond           | 6–2, 6–3           |
| 1998 | Martina Hingis Jana Novotná                    | Lindsay Davenport Natalia Zvereva         | 6–1, 7–6(7–4)      |
| 1999 | Serena Williams Venus Williams                 | Martina Hingis Anna Kournikova            | 6–3, 6–7(2–7), 8–6 |
| 2000 | Martina Hingis Mary Pierce                     | Virginia Ruano Pascual Paola Suárez       | 6–2, 6–4           |
| 2001 | Virginia Ruano Pascual Paola Suárez            | Jelena Dokic Conchita Martínez            | 6–2, 6–1           |
| 2002 | Virginia Ruano Pascual Paola Suárez            | Lisa Raymond Rennae Stubbs                | 6–4, 6–2           |
| 2003 | Kim Clijsters Ai Sugiyama                      | Virginia Ruano Pascual Paola Suárez       | 6–7(5–7), 6–2, 9–7 |
| 2004 | Virginia Ruano Pascual Paola Suárez            | Svetlana Kuznetsova Elena Likhovtseva     | 6–0, 6–3           |
| 2005 | Virginia Ruano Pascual Paola Suárez            | Cara Black Liezel Huber                   | 4–6, 6–3, 6–3      |
| 2006 | Lisa Raymond Samantha Stosur                   | Daniela Hantuchová Ai Sugiyama            | 6–3, 6–2           |
| 2007 | Alicia Molik Mara Santangelo                   | Katarina Srebotnik Ai Sugiyama            | 7–6(7–5), 6–4      |
| 2008 | Anabel Medina Garrigues Virginia Ruano Pascual | Casey Dellacqua Francesca Schiavone       | 2–6, 7–5, 6–4      |
| 2009 | Anabel Medina Garrigues Virginia Ruano Pascual | Victoria Azarenka Elena Vesnina           | 6–1, 6–1           |
| 2010 | Serena Williams Venus Williams                 | Květa Peschke Katarina Srebotnik          | 6–2, 6–3           |
| 2011 | Andrea Hlaváčková Lucie Hradecká               | Sania Mirza Elena Vesnina                 | 6–4, 6–3           |
| 2012 | Sara Errani Roberta Vinci                      | Maria Kirilenko Nadia Petrova             | 4–6, 6–4, 6–2      |
| 2013 | Ekaterina Makarova Elena Vesnina               | Sara Errani Roberta Vinci                 | 7–5, 6–2           |
| 2014 | Hsieh Su-wei Peng Shuai                        | Sara Errani Roberta Vinci                 | 6–4, 6–1           |
| 2015 | Bethanie Mattek-Sands Lucie Šafářová           | Casey Dellacqua Yaroslava Shvedova        | 3–6, 6–4, 6–2      |
| 2016 | Caroline Garcia Kristina Mladenovic            | Ekaterina Makarova Elena Vesnina          | 6–3, 2–6, 6–4      |
| 2017 | Bethanie Mattek-Sands (2) Lucie Šafářová (2)   | Ashleigh Barty Casey Dellacqua            | 6–2, 6–1           |
| 2018 | Barbora Krejčíková Kateřina Siniaková          | Eri Hozumi Makoto Ninomiya                | 6–3, 6–3           |
| 2019 | Tímea Babos Kristina Mladenovic (2)            | Duan Yingying Zheng Saisai                | 6–2, 6–3           |
| 2020 | Tímea Babos (2) Kristina Mladenovic (3)        | Desirae Krawczyk Alexa Guarachi           | 6–4, 7–5           |
| 2021 | Barbora Krejčíková (2) Kateřina Siniaková (2)  | Bethanie Mattek-Sands Iga Świątek         | 6–4, 6–2           |
| 2022 | Caroline Garcia (2) Kristina Mladenovic (4)    | Coco Gauff Jessica Pegula                 | 2–6, 6–3, 6–2      |
| 2023 | Hsieh Su-wei (2) Wang Xinyu                    | Leylah Fernandez Taylor Townsend          | 1–6, 77–65, 6–1    |
| 2024 | Coco Gauff Kateřina Siniaková (3)              | Sara Errani Jasmine Paolini               | 7–6(7–5), 6–3      |
| 2025 | Sara Errani (2) Jasmine Paolini                | Anna Danilina Aleksandra Krunić           | 6–4, 2–6, 6–1      |